# Два Озера
Два Озера — река в России, протекает по территории Билибинского района Чукотского автономного округа. Правый приток Малого Анюя. Длина реки — 18 километров.
Начинается вблизи небольшого озерца, располагающегося у восточного берега озера Илирней на высоте чуть более 640 метров над уровнем моря. В верховьях носит название Камень. Течёт сначала по дуге, на юго-восток и юго-запад, по открытой местности, после чего протекает через озеро Глубокое и направляется на юг по западной границе лесного массива. В низовьях направляется на юго-запад по лиственничному лесу и лежащей посреди него открытой заболоченной местности. Устье находится в 570 километрах по правому берегу реки Малый Анюй у подножия 10-метрового обрыва напротив озёр Приобрывных.
Основные притоки — ручьи Отводный и Промежуточный, оба впадают справа.

## Данные водного реестра
По данным государственного водного реестра России относится к Анадыро-Колымскому бассейновому округу, водохозяйственный участок реки — Анюй, включая реки Большой и Малый Анюй, речной подбассейн реки — Анюй. Речной бассейн реки — Колыма.
Код водного объекта — 19010300112119000068133.